# Фудзибаяси, Хидэмаро
Хидэмаро Фудзибаяси (яп. 秀麿 藤林, род. 1 октября 1972 года) — японский геймдизайнер и игровой руководитель, в настоящий момент работающий в Nintendo. Наиболее известен работой над серией приключенческих экшнов The Legend of Zelda, в разработке которых он участвовал как геймдизайнер, сценарист и руководитель.

## Карьера
Перед работой в игровой индустрии Фудзибаяси разрабатывал планы аттракционов с призраками для японских тематических парков. В это время он задумывался о вакансии, связанной с производством, и наткнулся на предложение от компании, занимающейся разработкой компьютерных игр. Он был восхищён тем, что при отклике на вакансию необходимо было прислать пример его работы, который будет рассмотрен сразу после пересылки, и загорелся идеей стать геймдизайнером. В 1995 году Фудзибаяси присоединился к Capcom, где набрался опыта в роли геймдизайнера для интерактивного фильма Gakkō no Kowai Uwasa: Hanako-san ga Kita!! и Маджонг-игры Yōsuke Ide Meijin no Shin Jissen Maajan. Позднее он присоединился к студии Production Studio 1 внутри компании и работал геймдизайнером и руководителем для игры Magical Tetris Challenge.
Первой работой Фудзибаяси над играми серии The Legend of Zelda стала пара игр The Legend of Zelda: Oracle of Seasons и Oracle of Ages для Game Boy Color. На первых порах разработки он работал в качестве своеобразного клерка, собиравшего идеи всех работников и создававший презентации для передачи концептов игры продюсеру Сигэру Миямото. Со временем он стал руководителем, параллельно участвуя в разработке геймдизайна и сценария, а также изобрёл систему, соединяющую две игры и позволяющую пройти их одну за другой. Во время работы в Capcom он также работал руководителем и геймдизайнером для игр The Legend of Zelda: Four Swords и The Legend of Zelda: The Minish Cap, вышедших на приставке Game Boy Advance.
После того как Фудзибаяси перешёл в Nintendo, он стал помощником руководителя и сценаристом игры The Legend of Zelda: Phantom Hourglass для Nintendo DS. После этого прошёл его дебют как руководителя игры для домашней консоли Zelda; им стала игра The Legend of Zelda: Skyward Sword для Wii. В дальнейшем он руководил разработкой игры The Legend of Zelda: Breath of the Wild для консолей Nintendo Switch и Wii U, а также её сиквела.
Самым главным аспектом игрового дизайна Фудзибаяси называет превращение основополагающего свода правил компьютерной игры в нечто абсолютно понятное для игрока. Он питает особую любовь к первой игре The Legend of Zelda и описывает её как «новаторскую» и «прорывную» для своего времени.

## Работы
| Год  | Игра                                                    | Роль                                                               |
| ---- | ------------------------------------------------------- | ------------------------------------------------------------------ |
| 1995 | Gakkō no Kowai Uwasa: Hanako-san ga Kita!!              | Геймдизайнер                                                       |
| 1996 | Yōsuke Ide Meijin no Shin Jissen Maajan                 | Геймдизайнер                                                       |
| 1998 | Magical Tetris Challenge                                | Руководитель, геймдизайнер                                         |
| 2001 | The Legend of Zelda: Oracle of Seasons и Oracle of Ages | Руководитель, геймдизайнер, сценарист                              |
| 2002 | The Legend of Zelda: Four Swords                        | Руководитель, геймдизайнер                                         |
| 2004 | The Legend of Zelda: The Minish Cap                     | Руководитель, геймдизайнер, сценарист                              |
| 2007 | The Legend of Zelda: Phantom Hourglass                  | Соруководитель, сценарист, руководитель многопользовательской игры |
| 2011 | The Legend of Zelda: Skyward Sword                      | Руководитель, сценарист                                            |
| 2017 | The Legend of Zelda: Breath of the Wild                 | Руководитель                                                       |
| 2017 | The Legend of Zelda: Breath of the Wild Expansion Pass  | Отвечающий за геймдизайн                                           |
| 2023 | The Legend of Zelda: Tears of the Kingdom               | Руководитель                                                       |